# Syndrome de VACTERL
 Mise en garde médicale
Le syndrome de VACTERL (ou « association VACTERL ») est un ensemble d'anomalies congénitales ou malformations, qui ne répondent à aucun critère précis de regroupement, mais qui n'apparaissent pas non plus de manière aléatoire.
C'est une extension du syndrome de VATER.

## Définition
Les initiales V.A.C.T.E.R.L. correspondent respectivement à des anomalies touchant les structures suivantes :
- Vertèbres (en ailes de papillon)
- Anus (imperforation anale)
- Cœur
- Trachée : sténose trachéale congénitale...
- Œsophage (en anglais, Esophagus)
- Reins
- Membres (en anglais : Limbs)

Il ne s'agit ni d'une malformation affectant un champ déterminé (ex. : ensemble de malformations concernant le champ uro-génital exclusivement), ni d'une séquence de malformations en cascade déclenchée par un facteur unique (ex. : séquence de Potter), ni d'un syndrome dû à une aberration chromosomique (ex. : Syndrome de Turner dû à l'absence d'un deuxième chromosome X).

## Cause
Il existe un déficit en synthèse de nicotinamide adénine dinucléotide (NAD) par mutation du gène HAAO ou KYNU.

## Épidémiologie
Le VACTERL et le VATER (sans atteinte cardiaque) affectent 1 cas pour 3 333 à 6 250 naissances. Presque tous les cas sont sporadiques, et aucune étiologie tératogène ou chromosomique n'est retenue. Une étiologie génétique n'a été rapportée que pour des cas de VACTERL avec hydrocéphalie. 
D'autres associations d'anomalies peuvent aussi se retrouver, à savoir les associations CHARGE et MURCS.